# Adélard Godbout
Adélard Godbout (ur. 24 września 1892, zm. 18 września 1956) – kanadyjski polityk, dwukrotny premier prowincji Quebec z ramienia Liberalnej Partii Quebecu.
Godbout urodził się 24 września 1892 w farmerskiej rodzinie. Pozostając wierny rodzinnej tradycji został agronomem. Studiował rolnictwo, najpierw w szkole Holy-Anne-at-the-Pocatière gdzie otrzymał tytuł licencjata, a potem w Amhers Collage w Massachusetts. W latach 1918–1930 był profesorem agronomii w szkole Holy-Anne-at-the-Pocatière. Był także urzędnikiem państwowym związanym z rolnictwem.
Pochodząc z tradycyjnie liberalnej rodziny, związał się z partią liberalną. W 1929 wystartował wyborach i został wybrany do Zgromadzenia Narodowego Quebecu. W 1930 objął ministerstwo rolnictwa. Godbout, jako minister fachowiec utrzymujący się na uboczu wielkiej polityki, nie był uznawany za człowieka Taschereau, premiera rządu, i w chwili upadku popularności jego linii politycznej okazał się idealnym kandydatem na szefa partii liberalnej, która desperacko poszukiwała nowej twarzy, człowieka niezwiązanego z poprzednim, skompromitowanym nieudolnością rządzenia sobie ze skutkami wielkiego kryzysu, kierownictwem partii. W 1936 objął kierownictwo partii i urząd premiera. W czasie krótkiego okresu kampanii przedwyborczej nie zdołał poprawić wizerunku swej partii. Przegrał z kretesem w wyborach 1936, w których liberałowie zebrali zaledwie 14 (z 90) mandatów. Godbout a okres całej kadencji zasiadał w lawach opozycji. Na szczęście dla liberałów rządy Unii Narodowej okazały się równie nieudolne jak poprzednio liberałów. W wyborach 1939, role się odwróciły. Liberałowie odzyskali władzę zdobywając 70 mandatów (na 86).
Choć Godbout sprawował władzę zaledwie jedną kadencję, jego rządy można uznać za przełomowe tak dla Quebecu jak i partii liberalnej. Włączył się w nowy trend w kanadyjskim liberalizmie adaptując wiele postulatów socjaldemokracji. W szczególności dbał o rozwój darmowej i powszechnej edukacji. Na tym polu starł się z pływowym Kościołem katolickim. Z tego sporu wyszedł zwycięski laicyzując i upowszechniając edukację na poziomie podstawowym i średnim. Spowodował także rozwój francuskojęzycznych uniwersytetów. Zasługą jego było podniesienia języka francuskiego do roli dominującego w prowincji. W 1943 wprowadził nowy kodeks pracy zezwalający na znaczne uzwiązkowienie przemysłu. Zagwarantował prawa wyborcze kobietom.
Godbout dokonał wielu odważnych decyzji gospodarczych, z których najistotniejsza była nacjonalizacja przemysły energetycznego. Utworzył olbrzymi trust energetyczny, dając w ten sposób podwaliny pod przyszłą dominację sektora energetycznego w prowincjonalnej gospodarce. Sytuacja międzynarodowa i wewnętrzna nie były jednak sprzyjające dla jego rządu. Kanada pozostawała w stanie wojny, która nie była zbyt popularna w Quebecu. Specjalne uprawnienia rządu federalnego (liberalny gabinet Kinga) spowodowały utratę części autonomii prowincji, głównie w sferze fiskalnej. To przysporzyło liberałom wielu wrogów wśród nacjonalistycznie nastawionej ludności. Godbout czuł się blisko związany z federalnymi liberałami, za co spotkał się z wielokrotną krytyką za agenturalny charakter jego rządów. Mimo niewątpliwych sukcesów, które miały długofalowy wpływ na życie gospodarcze i społeczne prowincji Goldbout przegrał wybory w 1944 zdobywając tylko 37 mandatów, podczas gdy nacjonaliści z Unii Narodowej 48. Godbout po raz drugi został szefem opozycji parlamentarnej pozostając aktywnym posłem do roku 1948, kiedy to wycofał się z czynnego życia politycznego.
Rząd Godbouta był jednym z najbardziej znaczących w historii prowincji.
Golbout otrzymał doktorat honorowy uniwersytetu w Laval oraz uniwersytetu McGill. Był także honorowy oraz rzeczywistym członkiem wielu organizacji społecznych, kulturalnych i religijnych.
Zmarł 18 września 1956. Pochowany w Frelighsburg.